# جوانان سوسیال دموکرات (فنلاند)
جوانان سوسیال دموکرات (فنلاندی: Sosialidemokraattiset Nuoret که همچنین با نام جوانان دماری نیز نام برده می‌شود) این سازمان به عنوان یکی از سازمان‌های جوانان حزب سوسیال دموکرات فنلاند می‌باشد. این سازمان ۵٬۰۰۰ عضو دارد. و بعدها تعداد عضوهای آن در دهه ۱۹۷۰ به ۴۰٬۰۰۰ عضو می‌رسد.
اساسی‌ترین اصول جوانان دماری آزادی، توسعه استوار، دموکراسی، همبستگی و بین‌المللی گرایی و فعالیت می‌باشد. و اهداف سیاسی جوانان دماری رواج دادن برابری، آزادی و ساختن جامعه‌ای مطلوب است که در آن همه افراد حق تحصیل، کار و زندگی پرشور و شادی داشته باشند، بدون اینکه این امر به زیان دیگران یا محیط زیست باشد. و جوانان دماری یک سازمان جوانان فمینیسم و فدرالیسم می‌باشد.

## تاریخچه
اتحادیه جوانان سوسیال دموکرات فنلاند، نخستین سازمان جوانان اس دی پی بود که، در دسامبر ۱۹۰۶ در تامپره پایه‌گذاری شد. و بعد از آن در سال ۱۹۲۱ اتحادیه به دست کمونیسم‌ها اداره گردید و بعدها به جای آن اتحادیه کارگران سوسیال دموکرات نوین طبق سوسیال دمکراتیک پایه‌گذاری شد که آن هم بعدها در سال ۱۹۵۱ نام خود را به اتحادیه جوانان سوسیال دموکرات (اس اس ان) تغییر داد.
بعدها در دهه ۱۹۵۰، پراکندگی در حزب سوسیال دموکرات رخ داد، که در آن حزب‌های اشخاصی از اسکوگ بودند که اس دی پی را ترک نمودند و بعد از ترک نمودن آن حزبی بنام تی پی اس ال تأسیس نمودند، و بعد از آن بیوه‌هایی در سازمان اس دی پی ماندگار شدند. در زوال، اتحادیه جوانان تحت کنترل هواداران حزب تی پی اس ال برجای ماند و بعدها نام خود را به اتحادیه جوانان سوسیالیست فنلاند تغییر داد. بعدها در ژوئن ۱۹۵۹، یک سازمان جوانان نوینی به نام اتحادیه جوانان سوسیال دموکرات (اس ان کی) در پوری پایه‌گذاری شد. و بعد از آن اس ان کی از طرف اکثریت نهادها و گروه اس اس ان قدیمی ملحق می‌شود.